# Gambasan
Gambasan is een bestuurslaag in het regentschap Temanggung van de provincie Midden-Java, Indonesië. Gambasan telt 1751 inwoners (volkstelling 2010).